# Piperàcies
Les piperàcies (Piperaceae) són una família de plantes angiospermes de l'ordre de les piperals (Piperales), dins del clade de les magnòlides. Conté més de 2.800 espècies, agrupades en cinc gèneres. Inclou plantes natives de les zones tropicals i subtropicals del món. L'espècie més coneguda i cultivada és el pebre (Piper nigrum).

## Descripció
Són plantes herbàcies, arbusts, lianes (en alguns casos epífites) o arbres i sovint contenenolis essencials. Les fulles són simples, peciolades i es poden trobar disposades de manera alternada, oposada, en espiral o en una roseta basal. Les flors són petites, sense periant i poden ser hermafrodites o d'un sol sexe ja sigui en plantes monoiques o dioiques. A l'androceu] hi ha entre 2 i 6 estams i al gineceu l'ovari és súper, unilocular i amb un sol òvul. Les flors s'agrupen en inflorescències racemoses pedunculades que poden ser axil·lars, terminals o oposades a les fulles. El fruit pot ser una baia o una drupa.

## Taxonomia
Aquesta família va ser publicada per primer cop l'any 1792 pel botànic alemany Paul Dietrich Giseke (1741-1796) a l'obra Praelectiones in Ordines Naturales Plantarum sota el nom de Piperitae.

### Gèneres
Dins d'aquesta família es reconeixen els cinc gèneres següents:
- Manekia Trel.
- Peperomia Ruiz & Pav.
- Piper L.
- Verhuellia Miq.
- Zippelia Blume

## Usos
Hi ha espècies que són utilitzades com a aliment o com a espècia, d'altres tenen principis actius útils en medicina i algunes es fan servir com a plantes ornamentals.